# Tiên Điền
Tiên Điền là thị trấn huyện lỵ của huyện Nghi Xuân, tỉnh Hà Tĩnh, Việt Nam.

## Địa lý
Thị trấn Tiên Điền nằm ở phía bắc huyện Nghi Xuân, có vị trí địa lý:
- Phía đông giáp xã Xuân Yên
- Phía tây giáp xã Xuân Giang
- Phía nam giáp xã Xuân Mỹ
- Phía bắc giáp xã Xuân Hải và tỉnh Nghệ An.

Thị trấn Tiên Điền có diện tích 5,05 km², dân số năm 2018 là 5.656 người, mật độ dân số đạt 1.120 người/km².

## Lịch sử
Đầu thời Lê, nơi đây còn là bãi bồi hoang vu, người ở thưa thớt, nằm ven bờ sông Cả (Lam Giang), mang cái tên buồn thảm Vô Điền (không ruộng), U Điền (ruộng hoang rậm). Qua hàng trăm năm, con người đã đổ công sức khai phá để quê mình có cái tên Tân Điền.
Đầu thế kỷ XVII, Tân Điền được đổi thành Phú Điền do kị húy của vua Lê Kính Tông (1599·1618).
Sau đó, chưa rõ vào thời gian nào, Phú Điền lại đổi thành Tiên Điền.
Đầu đời Cảnh Hưng, đội quân tình nguyện toàn lính Tiên Điền có công bảo vệ kinh thành Thăng Long, làng được ban tên "xã Trung Nghĩa".
Thời nhà Nguyễn, Tiên Điền thuộc tổng Phan Xá, huyện Nghi Xuân.
Sau Cách mạng tháng Tám, từ năm 1947 đến 1953, làng Tiên Điền hợp nhất với làng Uy Viễn thành xã Tiên Uy.
Năm 1952, chia tách xã, làng Tiên Điền và một nửa làng Uy Viễn tách ra thành xã xã Xuân Tiên.
Năm 1973, xã Xuân Tiên đổi lại tên cũ là xã Tiên Điền.
Ngày 1 tháng 3 năm 1988, Hội đồng Bộ trưởng ban hành Quyết định số 22-HĐBT về việc phân vạch địa giới hành chính một số xã, thị trấn thuộc tỉnh Nghệ Tĩnh. Theo đó, tách toàn bộ 59,30 ha diện tích tự nhiên và 507 nhân khẩu của xóm Tiến Hoà, xã Tiên Điền; toàn bộ 22,5 ha diện tích tự nhiên và 588 nhân khẩu của xóm Giang Thủy, xã Xuân Giang cùng 2.298 nhân khẩu là cán bộ, công nhân viên Nhà nước và người ăn theo của các cơ quan đóng trên địa bàn này để thành lập thị trấn Nghi Xuân, thị trấn huyện lỵ huyện Nghi Xuân.
Sau khi thành lập, thị trấn Nghi Xuân có 81,8 ha diện tích tự nhiên và 3.393 nhân khẩu. Xã Tiên Điền còn lại 373,7 ha diện tích tự nhiên và 5.483 nhân khẩu.
Ngày 21 tháng 11 năm 2019, Ủy ban Thường vụ Quốc hội ban hành Nghị quyết số 819/NQ-UBTVQH14 về việc sắp xếp các đơn vị hành chính cấp xã thuộc tỉnh Hà Tĩnh (nghị quyết có hiệu lực từ ngày 1 tháng 1 năm 2020). Theo đó, sáp nhập toàn bộ 3,64 km² diện tích tự nhiên và 3.086 người của xã Tiên Điền vào thị trấn Nghi Xuân để thành lập thị trấn Tiên Điền.
Sau khi thành lập, thị trấn Tiên Điền có diện tích 5,05 km², dân số là 5.656 người.
Ngày 16 tháng 12 năm 2021, HĐND tỉnh Hà Tĩnh ban hành Nghị quyết số 58/NQ-HĐND về việc:
- Đổi tên tổ dân phố 3 thành tổ dân phố Giang Đình.
- Đổi tên tổ dân phố 4 thành tổ dân phố Tiên Thuận.
- Thành lập tổ dân phố Giang Thủy trên cơ sở tổ dân phố 1 và tổ dân phố 2.

Ngày 18 tháng 7 năm 2024, HĐND tỉnh Hà Tĩnh ban hành Nghị quyết số 188/NQ-HĐND về việc:
- Thành lập tổ dân phố Giang Phong Thủy trên cơ sở tổ dân phố Lam Thủy và một phần của tổ dân phố Phong Giang.
- Sáp nhập phần còn lại của tổ dân phố Lam Thủy vào tổ dân phố Hồng Lam.
- Thành lập tổ dân phố Hòa An trên cơ sở tổ dân phố Hòa Thuận và tổ dân phố An Mỹ.
- Thành lập tổ dân phố Thanh Minh trên cơ sở tổ dân phố Thanh Chương và tổ dân phố Minh Quang.

## Văn hóa
- Xã cổ Tiên Điền.[6]

### Di tích
- Khu lưu niệm Đại thi hào Nguyễn Du: được hình thành, phát triển trên cơ sở các di tích của dòng họ Nguyễn Tiên Điền, một thế tộc lừng danh. Đây là Di tích quốc gia đặc biệt (2012).
- Nhà thờ Thiếu bảo Đặng Sỹ Vinh, di tích lịch sử văn hóa cấp tỉnh năm 2003, được xây dựng từ năm 1770, thời vua Lê Hiển Tông.

### Lễ hội
Có lễ Tống Trùng tổ chức vào tháng 2 âm lịch: cúng ở đình thờ Thành hoàng, cúng trời đất, cầu yên mùa màng.

## Danh nhân
Thị trấn Tiên Điền có làng Tiên Điền, xưa thuộc phủ Đức Quang, trấn Nghệ An, là quê hương của Đại thi hào Nguyễn Du và nhiều danh nhân, nhà khoa bảng nổi tiếng.
Dưới hai triều đại Lê – Nguyễn, Tiên Điền có 6 vị đỗ Đại khoa (1 hoàng giáp, 4 tiến sĩ đều là người họ Nguyễn, 1 phó bảng họ Hà) và 32 vị hương cống, cử nhân (29 hương cống, 3 cử nhân).
Những danh nhân, nhà khoa bảng, văn nhân và quan lại nổi tiếng:
- Nguyễn Du: Đại thi hào dân tộc, Danh nhân văn hóa thế giới, tác giả Truyện Kiều.
- Nguyễn Nghiễm: Hoàng giáp, Tể tướng triều Hậu Lê, tước Đại tư đồ Xuân Quận Công.
- Nguyễn Quỳnh: Quan võ, tước Lĩnh Nam công.
- Nguyễn Khản: Tiến sĩ, Cảnh Hưng (1760), Thượng thư Bộ lại kiêm trấn thủ Sơn Tây, tước Toản quận công.
- Nguyễn Hành: Nhà thơ, "An nam ngũ tuyệt", tác giả: Quan Đông hải thi tập, Minh Quyên thi tập, Thiên hạ nhân vật thư.
- Nguyễn Thiện: Nhà thơ, tác giả: Đông phủ thi tập, Huyền cơ đạo thuật bí thư, Nhuận bút Hoa Tiên.
- Nguyễn Huệ: Tiến sĩ Khoa Quý Sửu, niên hiệu Long Đức năm thứ 2 (1733).
- Nguyễn Tán: Là đồng tiến sĩ xuất thân của khoa thi năm Nhâm Thìn, niên hiệu Minh Mạng thứ 13 (1832).
- Nguyễn Mai: Tiến sĩ, Giáp Thìn, Thành Thái (1904).
- Hà Văn Đại: Phó bảng, Kỷ Mùi, Khải Định (1919).
- Đặng Sĩ Vinh: Đỗ hoành từ, Đô ngự sử, tước Thiếu bảo, Liêu quận công.
- Nguyễn Trọng: Đỗ tam trường (1740), Tước Lam khê hầu.
- Nguyễn Điều: Trúng tam trường thi Hội, làm quan đến chức Trấn thủ Hưng hoá, phong tước Điền Nhạc hầu,...

Những người nổi tiếng, tiêu biểu hiện nay, xuất thân từ Tiên Điền:
Các nhà khoa học đầu ngành, nhà chính trị:
- Hà Văn Tấn (1937–2019): Giáo sư, Nhà giáo nhân dân (1997), Giải thưởng Hồ Chí Minh đợt II về khoa học (2001), nguyên Viện trưởng Viện Khảo cổ học.
- Đặng Văn Duy (1924–2014): Thiếu tướng, nguyên Phó Ban Cơ Yếu Trung ương, nguyên Cục trưởng Cục Tuyên truyền đặc biệt Bộ Quốc phòng.
- Đặng Duy Phúc (1934–2020): Nhà sử học, nhà thơ, nguyên Thành ủy viên, Giám đốc Sở Công nghiệp Hà Nội.
- Đặng Duy Báu (1943): Tiến sĩ, nguyên Bí thư Tỉnh ủy Hà Tĩnh.
- Trần Quyết Thắng (1957): Tiến sĩ toán học, nguyên Phó Chủ tịch UBND tỉnh Hà Tĩnh, nguyên Cục trưởng Cục Quản trị A thuộc Văn phòng Trung ương Đảng.
- Nguyễn Quốc Phẩm (1952–?): Tiến sĩ, nguyên Viện trưởng Viện Chủ nghĩa xã hội khoa học thuộc Học viện Chính trị Quốc gia Hồ Chí Minh.
- Đặng Quốc Khánh (1976): Tiến sĩ quản lý đô thị: Về vườn do tham nhũng.
- Hà Thị Mỹ Dung (1972): Tiến sĩ kinh tế, Phó Tổng Kiểm toán Nhà nước.

Những người có học hàm, học vị, danh hiệu vinh dự Nhà nước:
- Hà Văn Mạo (1928–2016): Giáo sư, Tiến sĩ y khoa, Thầy thuốc nhân dân (2001).
- Nguyễn Mạnh Liên (1930–2011): Giáo sư, Tiến sỹ khoa học y khoa, Nhà giáo nhân dân.
- Lê Văn Quang (1944): Giáo sư, Tiến sĩ triết học, Nhà giáo nhân dân (2006).
- Hà Văn Quyết (1953): Giáo sư, Tiến sĩ Y khoa, Nhà giáo nhân dân (2017).
- Hà Văn Ngạc (1932): Phó Giáo sư, Tiến sỹ Y khoa.
- Trần Thị Minh Nguyệt (1957): Phó Giáo sư, Tiến sỹ, Trường Đại học Văn hóa Hà Nội.
- Hà Văn Hùng: Phó Giáo sư, Tiến sỹ vật lý, Trường Đại học Vinh.
- Trần Thị Chung Toàn (1960): Phó Giáo sư, Tiến sỹ ngôn ngữ học, Trường Đại học Hà Nội.
- Hà Phan Hải An (1972): Phó Giáo sư, Tiến sỹ Y khoa.
- Nguyễn Đức Hiền: Tiến sỹ y khoa, Trưởng khoa Chấn Thương Chỉnh Hình, Bệnh viện Quân khu 4.
- Lê Hồng Quang: Phó Giáo sư, Tiến sỹ.
- Đặng Tùng (1949–?): Tiến sĩ, Bộ Công nghiệp.
- Hà Lê (1950): Tiến sĩ, Anh hùng lao động.
- Trần Thị Hồng (1954–2023): Tiến sĩ tâm lý học.
- Hà Văn Cẩn (1971): Tiến sĩ khảo cổ học.
- Trần Bình Trọng (1957): Tiến sĩ khoa học về trái đất.
- Nguyễn Văn Thiện (1960): Tiến sĩ triết học, Học viện Chính trị Quốc gia Hồ Chí Minh.
- Hà Văn Thịnh: Tiến sĩ sử học.
- Võ Tá: Tiến sĩ sử học.